# 万德拉克-阿莱拉克
万德拉克-阿莱拉克（法語：Vindrac-Alayrac，法語發音：[vɛ̃dʁak alɛʁak]）是法国奥克西塔尼大区塔恩省的一个市镇，属于阿尔比区。该市镇于1839年由原市镇万德拉克（Vindrac）和阿莱拉克（Alayrac）合并而成。

## 地理
万德拉克-阿莱拉克（44°3'55"N, 1°54'46"E）面积9.82 平方千米，位于法国奧克西塔尼大區塔恩省，该省份为法国南部内陆省份，北起顺时针与阿韦龙省、埃罗省、奥德省、上加龙省和塔恩-加龙省接壤。
与万德拉克-阿莱拉克接壤的市镇（或旧市镇、城区）包括：阿马朗、莱卡巴讷、伊特扎克、拉巴尔特布莱、卢贝尔、托纳克。

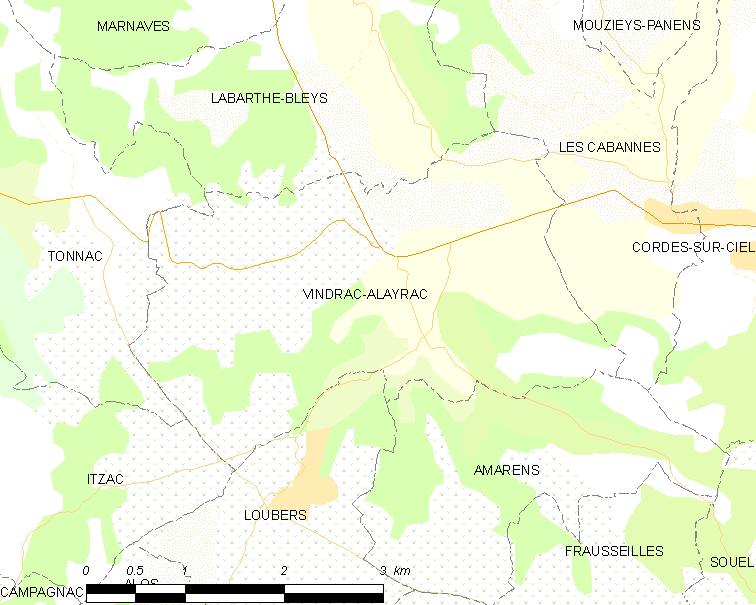
万德拉克-阿莱拉克的OSM定位图

万德拉克-阿莱拉克的时区为UTC+01:00、UTC+02:00（夏令时）。

## 行政
万德拉克-阿莱拉克的邮政编码为81170，INSEE市镇编码为81320。

## 政治
万德拉克-阿莱拉克所属的省级选区为卡尔莫第二县。

## 人口

1962-2008年间万德拉克-阿莱拉克人口变化图示

万德拉克-阿莱拉克于2022年1月1日时的人口数量为155人。